# The Road Goes Ever On (canción)
«The Road Goes Ever On», que se puede traducir al español como ‘El camino sigue y sigue’ o ‘El camino continúa’, es un título que se refiere a varias canciones de caminata o de caminante que el escritor británico J. R. R. Tolkien escribió para ambientar las historias de su legendarium. Dentro del argumento de esas historias, la canción original fue compuesta por el hobbit Bilbo Bolsón. Aparece por primera vez en la novela El hobbit, y distintas versiones fueron incluidas posteriormente por Tolkien en El Señor de los Anillos, junto con otras canciones similares de caminata.

## EnEl hobbit
La versión original de la canción es recitada por Bilbo en el último capítulo de El hobbit. Al final de la jornada, de regreso a la Comarca, mientras subía a la cima de una colina, Bilbo ve su hogar a lo lejos, se detiene y recita la canción:

Los caminos siguen avanzando,
sobre rocas y bajo árboles,
por cuevas donde el sol no brilla,
por arroyos que el mar no encuentra,
sobre las nieves que el invierno siembra, [...]
— Tolkien, 1982, «La última jornada»

## EnEl Señor de los Anillos
Tolkien incluyó tres versiones diferentes de esta canción en El Señor de los Anillos.
La primera es cantada por Bilbo cuando éste abandona la Comarca. Bilbo ha dejado el Anillo Único, dándolo en herencia a su sobrino Frodo; luego se dispone a salir y visitar Rivendel para terminar su libro:

El camino sigue y sigue
desde la puerta.
El camino ha ido muy lejos,
y si es posible he de seguirlo,
recorriéndolo con pie decidido, [...]
— Tolkien, 1978, «Una reunión muy esperada»

La segunda versión es idéntica, excepto que se cambia el verso «recorriéndolo con pie decidido» por «recorriéndolo con pie fatigado». Esta versión es recitada pausadamente y en voz alta, como si se hablara a sí mismo, por Frodo, al final de su descanso en el límite de la Comarca, cuando se encaminan hacia tierras que algunos de ellos nunca habían visto antes.
La tercera versión es recitada por Bilbo en Imladris, después de que los hobbits regresaran de su aventura. Bilbo, ahora un anciano y dormilón hobbit, murmura los versos mientras se duerme.

El camino sigue y sigue
desde la puerta.
El camino ha ido muy lejos,
y que otros lo sigan si pueden.
Que ellos emprendan un nuevo viaje, [...]
— Tolkien, 1980, «Numerosas separaciones»

Antes, cuando están abandonando la Comarca, Frodo les dice a los otros hobbits lo que Bilbo le había dicho sobre «el camino»:

Decía a menudo que sólo había un camino y que era como un río caudaloso; nacía en el umbral de todas las puertas, y todos los senderos eran ríos tributarios. «Es muy peligroso, Frodo, cruzar la puerta», solía decirme. «Vas hacia el camino y si no cuidas tus pasos no sabes hacia dónde te arrastrarán. ¿No entiendes que este camino atraviesa el Bosque Negro, y que si no prestas atención puede llevarte a la Montaña Solitaria, y más lejos aún y a sitios peores?»
— Tolkien, 1978, «Tres es compañía»